# Landler

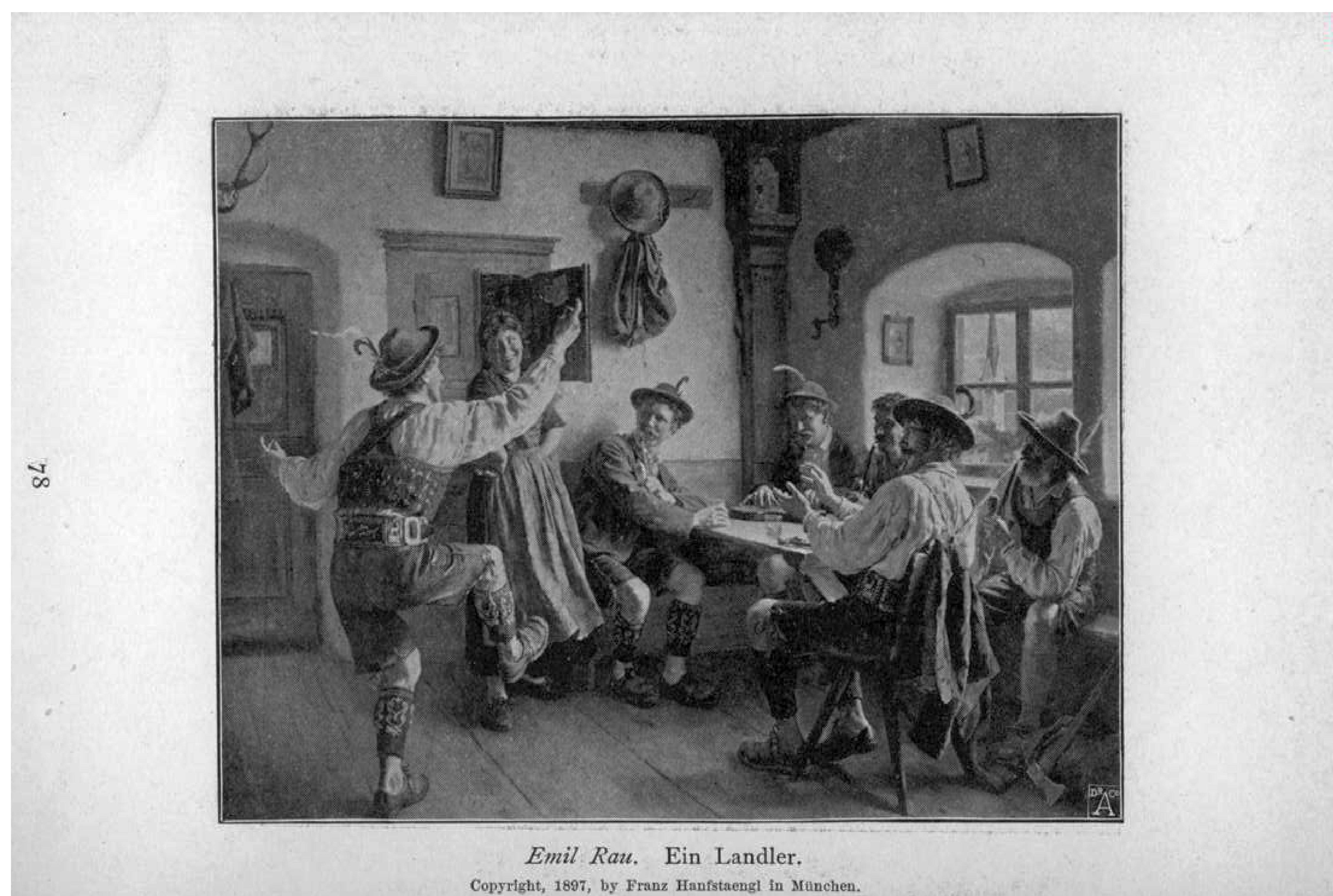
Grabado de 1897.

El Ländler es una danza folclórica en compás de 3/4 que fue muy popular en Austria, el sur de Alemania y la Suiza alemana a fines del siglo XVIII.
Es una danza para parejas que muestra marcadamente la fiereza y el pisoteo. A veces era puramente instrumental y otras veces tenía una parte vocal, ofreciendo a veces yodel. 
Cuando en los salones de baile llegó a ser popular en Europa en el siglo XIX, se hizo más veloz y elegante, y los hombres se despojaron de los clavos de las botas con los que solían bailarlo. Se cree que es precursora del vals.
Varios compositores clásicos escribieron o incluyeron ländler en su música, incluyendo a Ludwig van Beethoven,  Franz Schubert, Fritz Kreisler y Anton Bruckner. En varias de sus sinfonías, Gustav Mahler sustituyó el scherzo por el ländler. La melodía folclórica de Carintia que es citada en el Concierto para violín de Alban Berg es un ländler, y también lo son algunos bailes del acto II de su ópera Wozzeck. Las "Danzas alemanas" de Wolfgang Amadeus Mozart y Joseph Haydn también se asemejan al ländler. En Peter Grimes de Benjamin Britten hay un Ländler en la escena cuando se da un baile nocturno en el salón. 
En la película The Sound of Music hay una escena en la que los protagonistas Maria y el capitán von Trapp bailan un ländler, sin embargo, no de forma tradicional sino como un baile coreográfico.